# Paul Hoffman
Paul Hoffman (ur. 3 grudnia 1955) – suazyjski sztangista, olimpijczyk, uczestnik igrzysk olimpijskich w 1984 oraz 1988.
Podczas tych pierwszych startował w kategorii do 75 kilogramów. Wówczas w rwaniu dwie próby na 67,5 i 72,5 kilogramów miał udane, natomiast próbę na 77,5 kilogramów spalił. W podrzucie dwie próby na 97,5 i 102,5 kilogramów miał udane, natomiast próbę na 105 kilogramów spalił. Z wynikiem 175 kilogramów w dwuboju zajął 19. miejsce wyprzedzając dwóch niesklasyfikowanych zawodników.
Podczas tych drugich startował w tej samej kategorii. Wówczas w rwaniu wszystkie próby na 80, 85 i 87,5 zaliczył, natomiast w podrzucie dwie próby na 105 i 110 kilogramów miał udane, a ostatnią próbę na 112,5 kilogramów spalił. Mimo iż poprawił swój wynik w dwuboju, nie poprawił swojej pozycji względem poprzednich igrzysk (zajął 21. miejsce).